# سیارک ۲۰۷۸۹
سیارک ۲۰۷۸۹ (به انگلیسی: 20789 Hughgrant، نامگذاری:2000SU44) بیست هزار و هفتصد و هشتاد و نهمین سیارک کشف شده‌است که در ۲۸ سپتامبر ۲۰۰۰ کشف شد.
قدر مطلق سیارک برابر ۳۵.۴ است.